# Stary cmentarz żydowski w Będzinie
Stary cmentarz żydowski w Będzinie – został założony w 1592 przy obecnej ulicy Zawale. Był wykorzystywany do połowy XIX wieku - zamknięty dla nowych pochówków w 1894 roku. Z powodu epidemii cholery w 1831 roku utworzono nowy cmentarz na Podzamczu. 
Zniszczony przez Niemców podczas II Wojny Światowej.
Obecnie w jego miejscu znajduje się skwer z alejkami i ławkami.

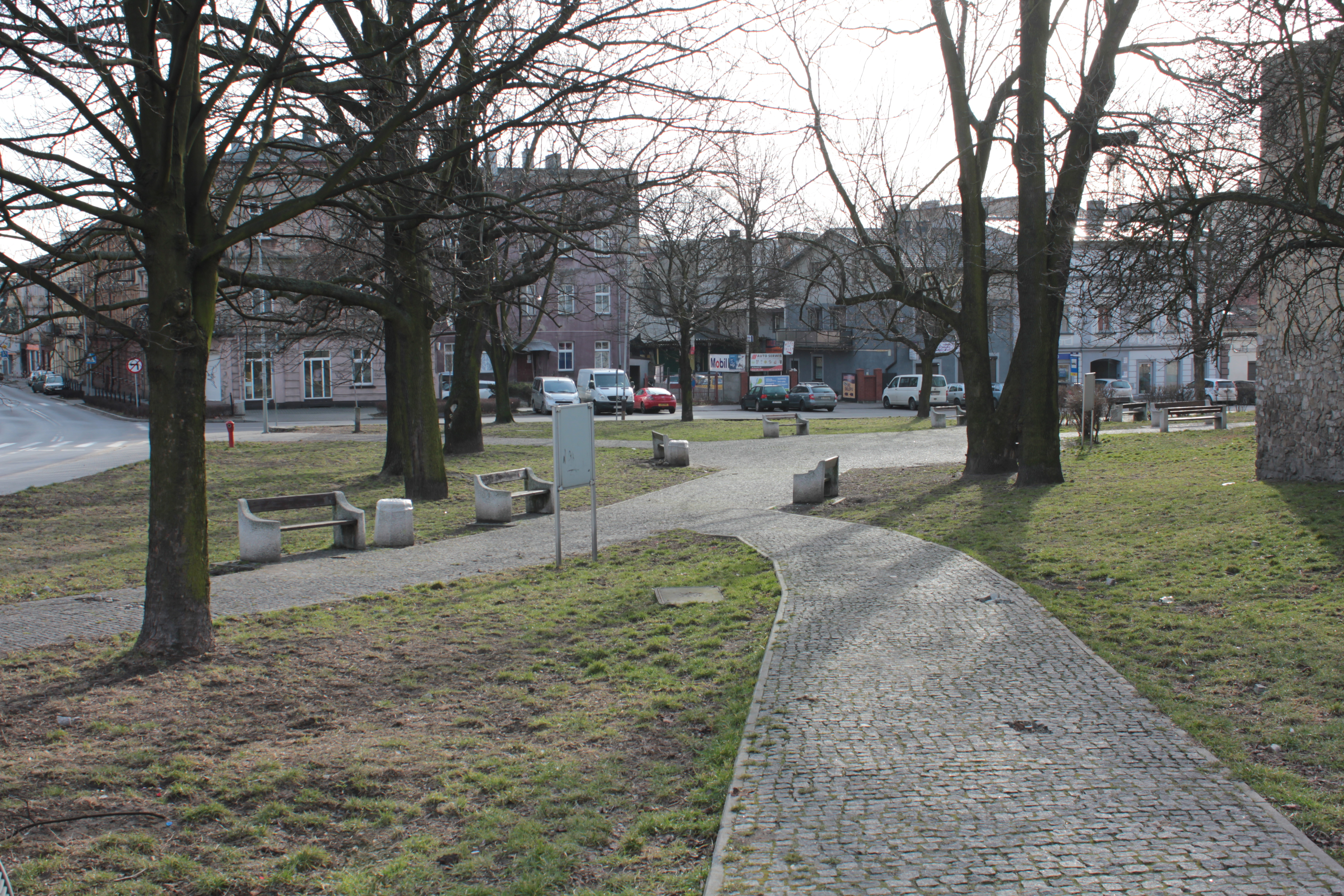
Stary Cmentarz Żydowski w Będzinie
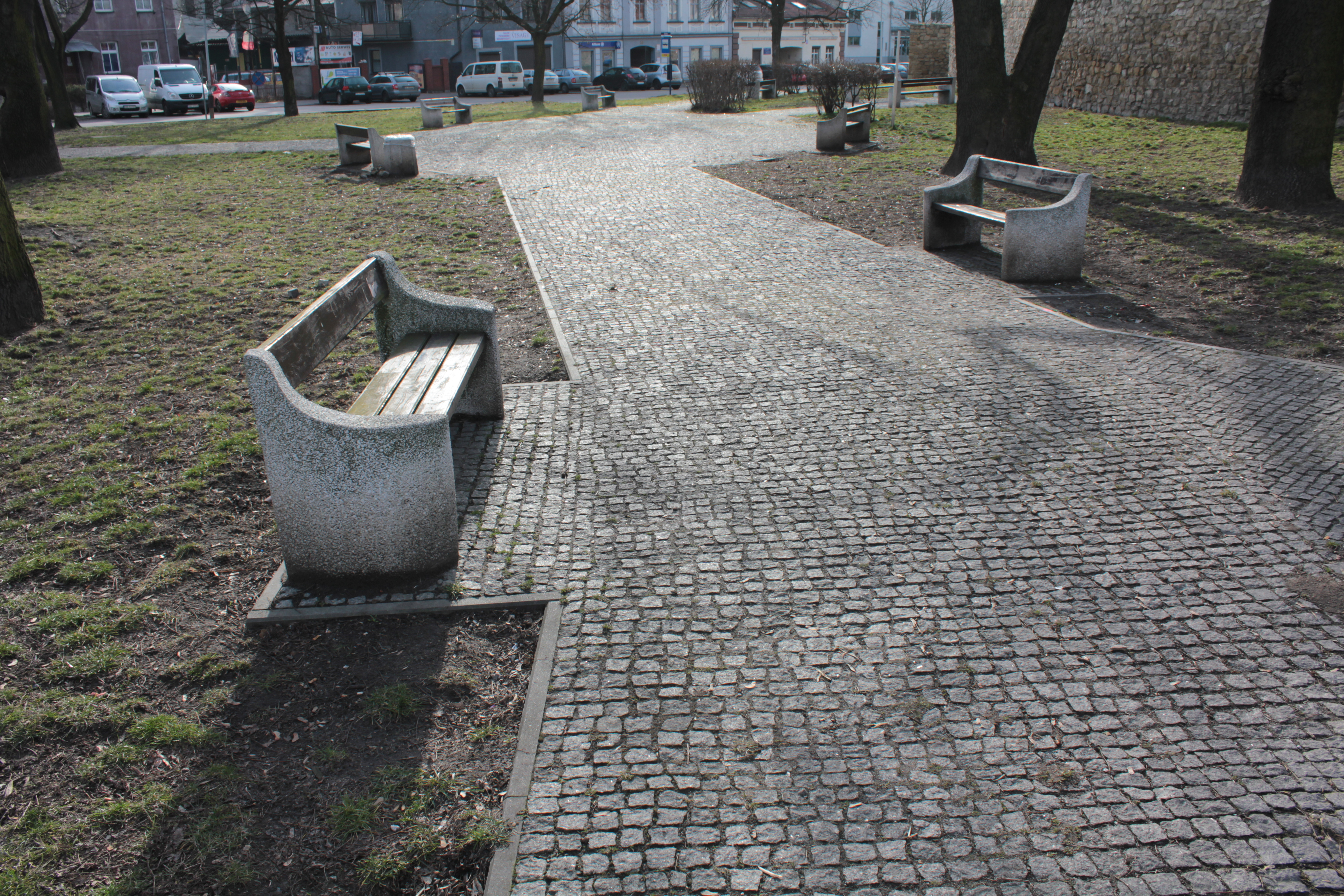
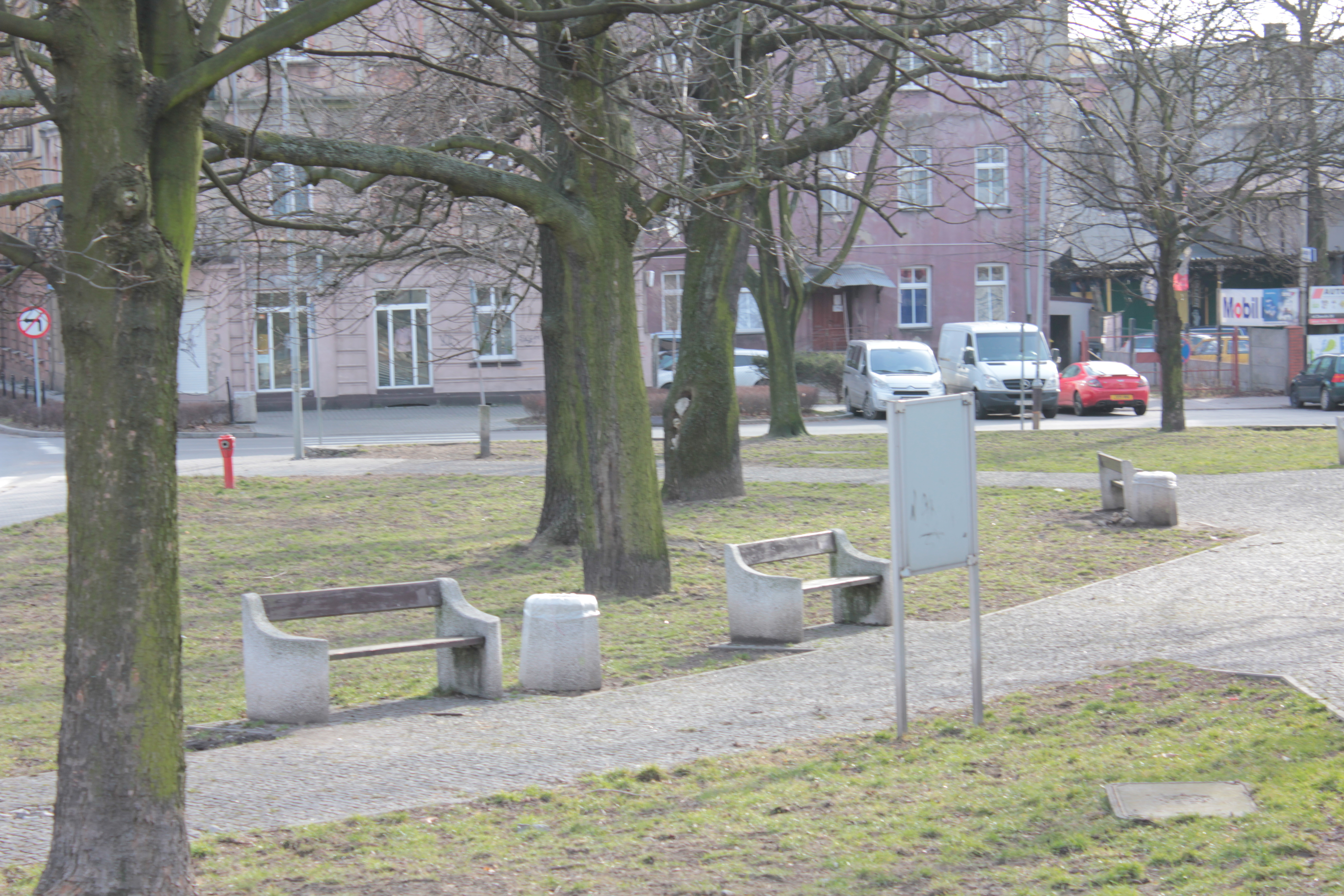